# Gare des Fontinettes
Gare des Fontinettes vasútállomás Franciaországban, Calais településen.

## Vasútvonalak
Az állomást az alábbi vasútvonalak érintik:
- Boulogne–Calais-vasútvonal
- Lille–Fontinettes-vasútvonal

## Kapcsolódó állomások
A vasútállomáshoz az alábbi állomások vannak a legközelebb:
- Gare de Beau-Marais
- Gare de Calais-Ville
- Gare de Calais - Fréthun
- Gare de Pont-d'Ardres